# Makamba
Makamba ist eine Stadt im Süden des zentralafrikanischen Staates Burundi und die Hauptstadt deren gleichnamiger Provinz Makamba. Die Einwohnerzahl lag 1990 bei 8900 und 2007 bei etwa 21.000.

## Persönlichkeiten
- Hamza Hitimana (* 2002), Fußballspieler
- Yannick Nkurunziza (* 2002), Fußballspieler